# 外耳

茶色の部分が外耳、赤い部分が中耳、紫の部分が内耳

外耳（がいじ）とは、耳の構造のうち耳介（耳殻）と外耳道を合わせた部分をいう。
一般的な言葉で言うと（外から見える）耳と耳の穴のことである。

## 耳介（耳殻）
耳介（じかい）または耳殻（じかく）は、外耳道より外に付着した皮膚と軟骨より形成される扇状の構造物。ヒト以外の動物では集音効果のある物が多く、随意運動が可能である種も多い。ヒトにおいては集音効果は乏しく、耳介を動かす筋も発達していない（耳介を動かすことができる人もいる）。なお、耳垂は耳介にふくまれる。

## 外耳道
外耳道（がいじどう）は、いわゆる耳の穴のこと。骨部と軟骨部に分かれている。骨部は毛が生えておらず、軟骨部は毛が生えており皮脂腺などもある。感覚神経は外側が三叉神経支配であり顔面の知覚と同じであるが、内側は迷走神経支配であり咽頭の知覚神経と同じである。外耳道の内側（奥側）をさわると咳が出るのはそのためである。

## 外耳の異常・疾患
- 外耳炎
- 耳介軟骨膜炎